# Jiří Karađorđević
Jiří Karadjordjević (srbsky: kraljević Đorđe Karađorđević; 27. srpna 1887 Cetinje – 17. října 1972 Bělehrad) byl korunní princ Srbska v dobách monarchie. Jiří byl synem srbského krále Petra I. a jeho ženy, černohorské princezny Zorky. Jeho prarodiče byli z matčiny strany černohorský král Nikola I. a královna Milena Vukotić; z otcovy strany to byl srbský kníže Alexandr a Persida Nenadovićová.

## Mládí
Jiří se narodil v Cetinje, metropoli Černohorského knížectví. Do 3 let vyrůstal na dvoře svého dědečka Nikoly I. v jeho cetinjském královském paláci. Královskou rodinou byl velmi hýčkán, zvláště pak svou babičkou Milenou.
Po nešťastné smrti své matky během porodu syna Andreje se s otcem a sestrou Helenou odstěhovali do Ženevy a později do Ruska.
V Rusku Jiří navštěvoval školu cara Alexandra II. V roce 1903, po zavraždění členů do té doby vládnoucích Obrenovićů se s rodinou vrátil zpět do srbského království. Na trůn usedl jeho otec Petr I. a Jiří se stal korunním princem. Srbsku tedy po 21letém odstavení opět vládli Karadjordjevićové.
Jiří ovšem neměl to štěstí stát se králem, ale ani svůj titul korunního prince nevlastnil dlouho... V roce 1909 totiž v záchvatu vzteku ubil svého sluhu k smrti a následně byl donucen vzdát se svého dědického práva. Místo následníka trůnu zujal jeho mladší bratr Alexandr I.

## Válečné služby a zatčení
Jiří se zúčastnil jako důstojník obou Balkánských válek a také první světové války, kde byl v bitvě u Mačkova Kamenu těžce zraněn. Po smrti krále Petra I. a následné korunovaci Alexandra I. se mezi oběma bratry vyhrotily vztahy. Alexandr se obával, že Jiří usiluje o jeho trůn, a tak byl Jiří v roce 1925 zatčen, prohlášen za duševně nemocného a žil pod policejním dohledem ve městě Niš. Po marseilleském atentátu na Alexandra I. Jiří doufal, že bude uvolněn regentskou vládou svého strýce Pavla. To se ale nestalo a Jiří byl osvobozen až během druhé světové války německými okupanty.

## Pozdní život a manželství
Za německé okupace však Jiří odmítl nabídku stát se loutkovým vládcem okupovaného Srbska, což mu získalo značný respekt v srbské společnosti. I proto, poté co po válce komunistický vůdce J. B. Tito prohlásil královskou rodinu za nepřítele státu a nechal znárodnit její majetek, jediný Jiří mohl zůstat v Bělehradě, kde dožil jako důchodce. Roku 1947 se oženil s Radmilou Radonjićovou (1907 - 1993), manželství zůstalo bezdětné. Jiří napsal paměti s názvem Istina o mome životu (Pravda o mém životě).
Zemřel 17. října 1972 ve vysokém věku 85 let v Bělehradě a pochován byl v královském mauzoleu kostela sv. Jiří v Topole.